# Patrícia del Regne Unit
Lady Patrícia Ramsay (Londres 1886 - 1974). Princesa del Regne Unit de la Gran Bretanya i d'Irlanda per naixement per ésser neta per línia paterna de la reina Victòria I del Regne Unit. Nasqué al Palau de Buckingham el 17 de març de 1886. Filla dels ducs de Connaught, Artur del Regne Unit i Lluïsa Margarida de Prússia. Era neta de la reina Victòria I del Regne Unit i del príncep Albert de Saxònia-Coburg i Gotha per via paterna, i dels prínceps Frederic Carles de Prússia i de la princesa Maria d'Anhalt-Dessau per part de mare.
Durant la seva joventut viatjà molt a conseqüència de la feina del seu pare a la marina britànica. Establerta a l'Índia i després al Canadà. És, precisament al Canadà on ella es veié induïda de valors democràtics que al llarg de la seva vida l'ajudaren a prendre importants decisions. Al Canadà obtingué una important popularitat i apadrinà diversos regiments de l'exèrcit canadenc.
Diversos foren els candidats a contraure matrimoni amb ella, el rei Manuel II de Portugal, el rei Alfons XIII d'Espanya o el gran duc i futur tsar per un dia Miquel II de Rússia.
El 27 de febrer de 1919 es casà fora del cercle de les cases reials amb el comandant Alexandre Ramsay que era ajudant de camp del seu pare i tercer fill del comte de Dalhousie. Casada a l'Abadia de Westminster va decidir prescindir del títol de princesa i del grau d'altesa reial en considerar que era contradictori amb el nou estatus de casada, adoptant el títol de lady. El matrimoni tingué un fill:
- Alexandre Ramsay de Mer nascut Londres l'any 1919 i mort als seus estats d'Aberdeenshire l'any 2002. Es casà amb l'aristòcrata anglesa lady Flora Fraser, lady Saltoun.

Malgrat que es desfés dels seus títols reials ella va seguir pertanyent a la Família Reial britànica i va atendre la majoria dels actes de la família reial. Els últims anys de la seva vida fou una de les persones amb una popularitat més alta dintre de la família reial.
Lady Patrícia Ramsay fou una completa artista especialitzada en les aquarel·les. El seu estil inspirat en els països tropicals i influenciat per Gauguin i Van Gogh.
Morí l'any 1974 essent la penúltima neta viva de la reina Victòria I del Regne Unit. A la seva mort únicament quedà viva la princesa Alícia del Regne Unit.